# Манифест 6 августа 1905 года
Высоча́йший Манифе́ст Об учреждении Государственной Думы — законодательный акт верховной власти Российской империи, данный 6 (19) августа 1905. Манифест объявлял об учреждении Государственной Думы и определял принципы выбора депутатов Думы. Одновременно было опубликовано Положение о выборах от 6 августа 1905 года. Манифест предполагал учреждение Государственной Думы как «законосовещательного установления, коему предоставляется предварительная разработка и обсуждение законодательных предположений и рассмотрение росписи государственных доходов и расходов».
Проект Думы, предусмотренный манифестом, получил название Булыгинской думы — по имени подготовившего его министра внутренних дел Александра Булыгина. Дума должна была быть созвана не позднее середины января 1906 года. Избрание членов Думы должно было проводиться губернскими избирательными собраниями землевладельцев и уполномоченных от волостей под председательством губернского предводителя дворянства или собранием городских избирателей под председательством городского головы.
Созыв Булыгинской думы был сорван в результате развития революционных событий в октябре 1905 года и последовавшего Высочайшего Манифеста 17 октября 1905 года о создании Государственной Думы с законодательными полномочиями.